# Samangan (tỉnh)
Samangan (tiếng Ba Tư: سمنگان) là một trong các 34 tỉnh của Afghanistan. Tỉnh có diện tích 11.218 km vuông (4.331 sq mi) và có dân số khoảng 313.211 người, năm 2006
.
Tỉnh lỵ Samangan, được biết đến với các di tích cổ của nó bao gồm cả, đặc biệt là Takht e Rostam. Các nhà khảo cổ đang nỗ lực để khảo cổ ở tỉnh này là cuộc chiến tranh và Taliban đã phá hủy nhiều hiện vật lịch sử.